# 弛豫 (核磁共振)
弛豫（英語：Relaxation），或譯作弛緩，指的是在核磁共振过程中核自旋受到射频脉冲后恢复热平衡态的过程，所经历的时间即弛豫时间。
在核磁共振过程中，强静态磁场使得核自旋极化，处于热平衡状态时，核自旋系统沿该外加磁场方向以共振频率进动，但单个自旋的进动相位是随机的。当系统被与磁场正交、频率与共振频率一致的射频脉冲激发时，热平衡被扰动，各个自旋会变得相位相干，从而产生可探测的横向磁性。该磁性可在仪器的信号接收线圈中诱导信号，并被射频接收器检测和放大。
射频脉冲过后，各核自旋所在的分子或临近电子的热运动会引起局部磁场波动，从而使得横向磁化强度逐渐恢复为沿静态磁场方向的纵向磁化强度，是为弛豫过程的动因。纵向分量恢复到平衡的过程称为自旋-晶格弛豫（Spin-lattice relaxation），或縱向弛豫，弛豫时间通常用 {\displaystyle T_{1}}表示； 而自旋相位相干性的弛豫称为自旋-自旋弛豫（），或横向弛豫，并表现在核磁信号的自由感应衰减中，弛豫时间通常用 {\displaystyle T_{2}}表示。

## 自旋-晶格弛豫
弛豫的过程呈指数衰减，纵向弛豫通常由下式表示：
其中 {\displaystyle t} 为时间（自变量）， {\displaystyle M_{z}} 为磁化強度平行于主磁場 {\displaystyle B_{0}} 的分量，{\displaystyle M_{0}} 为熱平衡时的磁化强度， {\displaystyle T_{1}} 为纵向弛豫时间常数。该过程会导致脉冲激发后共振信号强度的损失。

## 自旋-自旋弛豫
横向弛豫通常由下式表示：
其中 {\displaystyle M_{x}y} 为磁化強度垂直于主磁場 {\displaystyle B_{0}} 的分量， {\displaystyle T_{2}} 为横向弛豫时间常数，熱平衡时的横向磁化强度为 0。共振频率的范围宽度与橫向弛緩相关，表现为核磁波谱中的峰宽。

## 局部磁場不均勻
另外因為主磁場的局部不均勻，導致體積元素(voxel)內失相(dephase)，使得x-y平面上實際的訊號衰減速度遠快於T2時間衰減。
{\displaystyle M_{xy}(t)=e^{-t/T_{2}^{*}}\cdot M_{xy}(t=0);\,}
{\displaystyle T_{2}^{*}<<T_{2}\,}
如此對應的橫向弛緩時間常數為T2*，其值遠小於T2，兩者關係為：
{\displaystyle {\frac {1}{T_{2}^{*}}}={\frac {1}{T_{2}}}+\gamma \Delta B_{0}}
其中γ為旋磁比；ΔB0表示局部磁場不均勻的強度差值。

## 常見人體組織弛緩時間常數值表
以下為常見健康人體組織的兩個弛緩時間常數大概數值，僅供參考。　
| 組織類型             | T1（大約值，毫秒） | T2（大約值，毫秒） |
| 脂肪組織             | 240-250            | 60-80              |
| 全血（缺氧血）       | 1350               | 50                 |
| 全血（帶氧血）       | 1350               | 200                |
| 腦脊髓液（類似純水） | 2200-2400          | 500-1400           |
| 大腦灰質             | 920                | 100                |
| 大腦白質             | 780                | 90                 |
| 肝                   | 490                | 40                 |
| 腎                   | 650                | 60-75              |
| 肌肉                 | 860-900            | 50                 |

## 微觀解釋
1948年由三位學者布隆伯根、珀塞尔、庞德提出Bloembergen-Purcell-Pound理論（簡稱BPP理論），對純物質的弛緩常數T1、T2數值隨物質狀態變動，從固相到液相都能成功解釋。這項理論採取了分子滾動（tumbling）對於電磁場局域擾動的影響。
從這理論所得到的T1、T2結果為：
```
 

  

    

      

        

          

            
1

            

              
T

              

                
1

              

            

          

        

        
=

        
K

        
[

        

          

            

              
τ

              

                
c

              

            

            

              
1

              
+

              

                
ω

                

                  
0

                

                

                  
2

                

              

              

                
τ

                

                  
c

                

                

                  
2

                

              

            

          

        

        
+

        

          

            

              
4

              

                
τ

                

                  
c

                

              

            

            

              
1

              
+

              
4

              

                
ω

                

                  
0

                

                

                  
2

                

              

              

                
τ

                

                  
c

                

                

                  
2

                

              

            

          

        

        
]

      

    

    
{\displaystyle {\frac {1}{T_{1}}}=K[{\frac {\tau _{c}}{1+\omega _{0}^{2}\tau _{c}^{2}}}+{\frac {4\tau _{c}}{1+4\omega _{0}^{2}\tau _{c}^{2}}}]}

  

 

  

    

      

        

          

            
1

            

              
T

              

                
2

              

            

          

        

        
=

        

          

            
K

            
2

          

        

        
[

        
3

        

          
τ

          

            
c

          

        

        
+

        

          

            

              
5

              

                
τ

                

                  
c

                

              

            

            

              
1

              
+

              

                
ω

                

                  
0

                

                

                  
2

                

              

              

                
τ

                

                  
c

                

                

                  
2

                

              

            

          

        

        
+

        

          

            

              
2

              

                
τ

                

                  
c

                

              

            

            

              
1

              
+

              
4

              

                
ω

                

                  
0

                

                

                  
2

                

              

              

                
τ

                

                  
c

                

                

                  
2

                

              

            

          

        

        
]

      

    

    
{\displaystyle {\frac {1}{T_{2}}}={\frac {K}{2}}[3\tau _{c}+{\frac {5\tau _{c}}{1+\omega _{0}^{2}\tau _{c}^{2}}}+{\frac {2\tau _{c}}{1+4\omega _{0}^{2}\tau _{c}^{2}}}]}

  

```

其中{\displaystyle \omega _{0}}是拉莫頻率，對應於主磁場強度{\displaystyle B_{0}}；{\displaystyle \tau _{c}}即為分子滾動相關的「關聯時間」。{\displaystyle K={\frac {3\mu ^{2}}{160\pi ^{2}}}{\frac {\hbar ^{2}\gamma ^{4}}{r^{6}}}}為常數——μ是自旋1/2原子核的磁矩強度，π是圓周率，{\displaystyle \hbar ={\frac {h}{2\pi }}}為約化普朗克常數，γ是旋磁比，r是兩個帶有磁矩的原子核的間距。
以不含氧17的液態純水中水分子為例，K的值為1.02×1010 秒−2，關聯時間{\displaystyle \tau _{c}}的尺度大概是1 皮秒={\displaystyle 10^{-12}} 秒，設以5×10−12 秒來計算；而氫核(質子)在1.5特斯拉的主磁場底下的拉莫頻率約為64 兆赫，故可以估算：
{\displaystyle \omega _{0}\tau _{c}=3.2\times 10^{-5}}(無因次)
{\displaystyle T_{1}=(1.02\times 10^{10}[{\frac {5\times 10^{-12}}{1+(3.2\times 10^{-5})^{2}}}+{\frac {4\cdot 5\times 10^{-12}}{1+4\cdot (3.2\times 10^{-5})^{2}}}])^{-1}}= 3.92 秒
{\displaystyle T_{2}=({\frac {1.02\times 10^{10}}{2}}[3\cdot 5\times 10^{-12}+{\frac {5\cdot 5\times 10^{-12}}{1+(3.2\times 10^{-5})^{2}}}+{\frac {2\cdot 5\times 10^{-12}}{1+4\cdot (3.2\times 10^{-5})^{2}}}])^{-1}}= 3.92 秒
和實驗所得的3.6秒相當接近。此外可以看到在此極限之下，T1會和T2相等。